# 푼착자야산
푼착자야산(인도네시아어: Puncak Jaya, [ˈpʊntʃaʔ ˈdʒaja])은 카르스턴즈산(영어: Mount Carstensz, /ˈkɑrstənz/), 카르스턴즈 피라미드(Carstensz Pyramid)라고도 불리는 인도네시아 중앙파푸아주의 산이다. 높이 4,884m로 인도네시아와, (파푸아뉴기니도 포함한) 뉴기니섬에서 가장 높은 산이다. 오세아니아에서 가장 높은 산이며, 지정학적으로는 동남아시아에서 다섯번째로 높은 산이다. 또한, 대륙이 아닌 섬에 있는 산 중에서 가장 높다. 아시아 국가인 인도네시아의 영토에 속하므로, 사람에 따라서는 파푸아 뉴기니 영토의 윌헬름산(4,509m)이나 오스트레일리아의 코지어스코산(2,228m)을 오세아니아에서 가장 높은 산으로 꼽기도 한다.

## 같이 보기
- 최고 고도순 나라 목록
- 칠대륙 최고봉